# ウラジーミル・ネフゾロフ
ウラジーミル・ネフゾロフ（Vladimir Mikhaylovich Nevzorov、ロシア語: Владимир Михайлович Невзоров、 1952年10月5日 - ）はソビエト連邦アディゲ自治州（現在のロシア連邦アディゲ共和国）マイコープ出身の柔道家。身長174cm。

## 経歴
ネフゾロフはサンボのソ連選手権で1971年と1972年に連覇。
1975年の世界柔道選手権大会でソ連選手初のチャンピオンとなり、1976年モントリオールオリンピックでは決勝戦で日本の蔵本孝二に勝って金メダルを獲得した。
現在ロシア柔道連盟の会長を務めている。

## 主な戦績
- 1971年 - ヨーロッパジュニア　3位
- 1972年 - ヨーロッパジュニア　優勝
- 1973年 - ソ連国際　優勝
- 1974年 - オーストリア国際　優勝
- 1975年 - ソ連国際　3位
- 1975年 - プレオリンピック大会　3位
- 1975年 - 世界選手権　優勝
- 1976年 - オランダ国際　3位
- 1976年 - モントリオールオリンピック　優勝
- 1977年 - オランダ国際　3位
- 1977年 - ヨーロッパ選手権　優勝
- 1979年 - プレオリンピック大会　優勝